# Incidente dell'Orzeł
Con incidente dell'Orzeł si indica un evento storico verificatosi all'inizio della seconda guerra mondiale. Il sottomarino polacco ORP Orzeł fuggì da Tallinn nell'Estonia allora neutrale verso il Regno Unito. L'Unione Sovietica sfruttò l'accaduto come pretesto per giustificare la successiva occupazione dell'Estonia.

## Contesto storico
L'Orzeł giunse a Oksywie (uno dei distretti portuali di Gdynia) quando la Germania nazista attaccò la Polonia, scatenando la seconda guerra mondiale. Il sottomarino inizialmente prese parte all'operazione Worek, ma si allontanò dalla costa polacca il 4 settembre quando la situazione appariva ormai disperata. Danneggiata dai dragamine tedeschi che causarono perdite di carburante, fu presa la decisione di dirigersi verso Tallinn, città raggiunta nella notte del 14 settembre 1939. Il capitano di  corvetta Henryk Kłoczkowski, comandante dell’unità, fu portato in ospedale il giorno successivo per curarlo da una malattia non identificata di cui soffriva dall'8 settembre.
La convenzione dell'Aja del 1907 imponeva ai firmatari, compresa la Germania, di interferire con il diritto delle navi da guerra nemiche di approdare a porti neutrali solo in fattispecie circoscritte. All'inizio, gli estoni si dimostrarono abbastanza accomodanti nei confronti dell'Orzeł, aiutando nella riparazione di un compressore danneggiato (motivo che aveva spinto i polacchi a raggiungere un posto sicuro). Tuttavia, probabilmente a causa delle pressioni tedesche, le autorità militari estoni salirono a bordo della nave, dichiararono l'internamento dell'equipaggio, sequestrarono tutti gli strumenti e le mappe di navigazione e iniziarono a smantellare tutti gli armamenti. Un ufficiale estone rimosse l'insegna navale a poppa del sottomarino.

## L'incidente

### Fuga

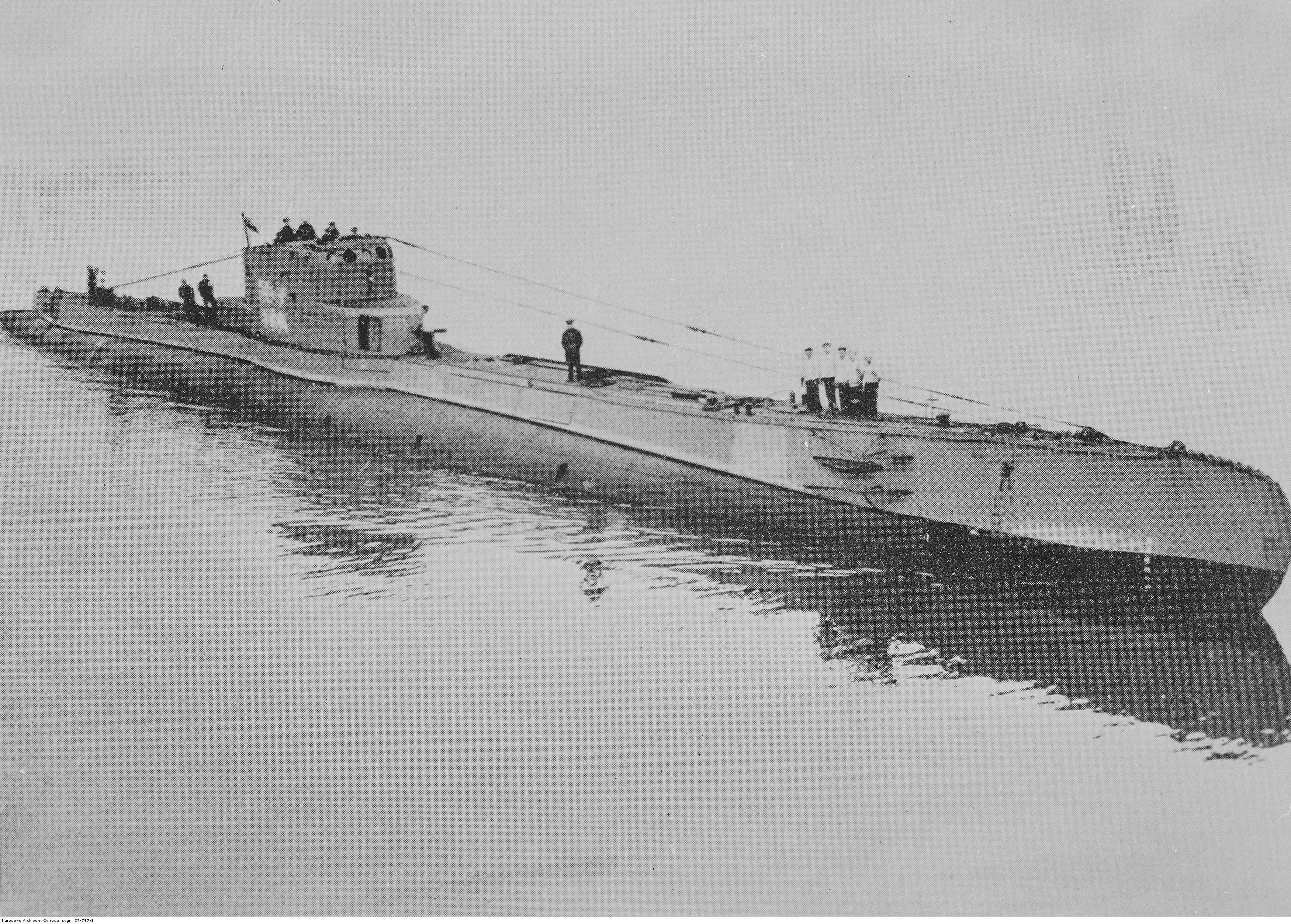
L'ORP Orzeł

L'equipaggio dell'ORP Orzeł complottò per fuggire sotto il comando del suo nuovo comandante, il tenente di vascello Jan Grudziński, e il suo ufficiale in seconda, il tenente di vascello Andzej Piasecki. Il piano fu avviato il 16 settembre, giorno in cui Grudziński sabotò il tubo lanciasiluri e impedì così agli estoni di rimuovere i sei siluri a poppa. Essendo domenica, non poteva essere immediatamente acquistato un componente sostitutivo. Nel frattempo, Il nostromo Wladyslaw Narkiewicz prese possesso di una piccola barca intorno al porto. Fingendo di stare pescando, misurò di nascosto la profondità della via di fuga pianificata. Un altro marinaio sabotò le cime di ormeggio del sottomarino.
Verso la mezzanotte del 18 settembre, le luci del porto subirono un improvviso malfunzionamento. Il tenente Grudziński colse l'occasione al fine di preparare il sottomarino alla partenza. L'equipaggio fu costretto a ritardare la partenza poiché sul posto giunse un ufficiale estone. Al termine di un'ispezione durata 30 minuti, ritenne non fosse successo nulla di cui preoccuparsi e augurò la buonanotte ai polacchi. Questi ultimi ripresero dunque le operazioni. Due guardie estoni di pattuglia al molo furono attirate a bordo e fatte prigioniere senza che fosse fatta loro alcuna violenza. L'illuminazione del porto fu a quel punto intenzionalmente sabotata e le cime di ormeggio furono tagliate con un'ascia. Entrambi i motori furono avviati e ben presto il sottomarino riuscì a fuggire inoltrandosi nell'oscurità.
Riflettori estoni iniziarono a concentrare il proprio fascio luminoso sul porto, dagli edifici alla banchina, prima di concentrarsi sull'Orzeł non appena venne avvistato. Gli estoni aprirono il fuoco con mitragliatrici e artiglieria leggera e danneggiarono la torre di comando del mezzo navale. I cannoni più pesanti non spararono nessun colpo, presumibilmente per paura di danneggiare le proprie navi ormeggiate. All'uscita del porto il sottomarino si incagliò in un banco di sabbia, ma riuscì rapidamente a liberarsi e a fuggire nel mar Baltico.

### In mare aperto
Il tenente di vascello Grudziński intendeva impadronirsi delle carte nautiche di una nave tedesca, poiché tutti gli aiuti alla navigazione dell'Orzeł, ad eccezione di una guida dei fari svedesi, erano stati confiscati. Tuttavia, nessuna imbarcazione mercantile tedesca fu mai individuata. Dopo tre settimane di infruttuose ricerche, si decise di lasciare il Baltico e di dirigersi verso la Gran Bretagna. Gli unici riferimenti di cui i polacchi erano la guida sopraccitata dedicata ai fari e una mappa rudimentale tracciata dall'ufficiale di navigazione, tanto che resta ancora un mistero come sia stato possibile districarsi negli stretti danesi per poi proseguire nel mare del Nord.
La stampa estone e tedesca, per far apparire meno beffarda la fuga, affermò che le due guardie catturate erano state assassinate dai marinai polacchi. In realtà, essi furono lasciati al largo delle coste svedesi in un gommone carico di vestiti e cibo per permettergli di viaggiare verso casa in sicurezza. Alle due guardie furono dati biscotti, cibo in scatola, whisky, una lettera destinata alle autorità estoni e anche 100 dollari statunitensi, poiché l'equipaggio polacco ritenne che avendo i due fatto ritorno dall'oltretomba "meritassero di viaggiare solo in prima classe".
L'Orzeł sbarcò in Scozia il 14 ottobre. L'equipaggio emise un segnale in un inglese stentato e un cacciatorpediniere britannico raggiunse il sottomarino per scortarlo verso la terraferma. L'arrivo dell'Orzeł fu una sorpresa per l'Ammiragliato, che presumeva l'affondamento del mezzo navale ormai da tempo.

## Conseguenze

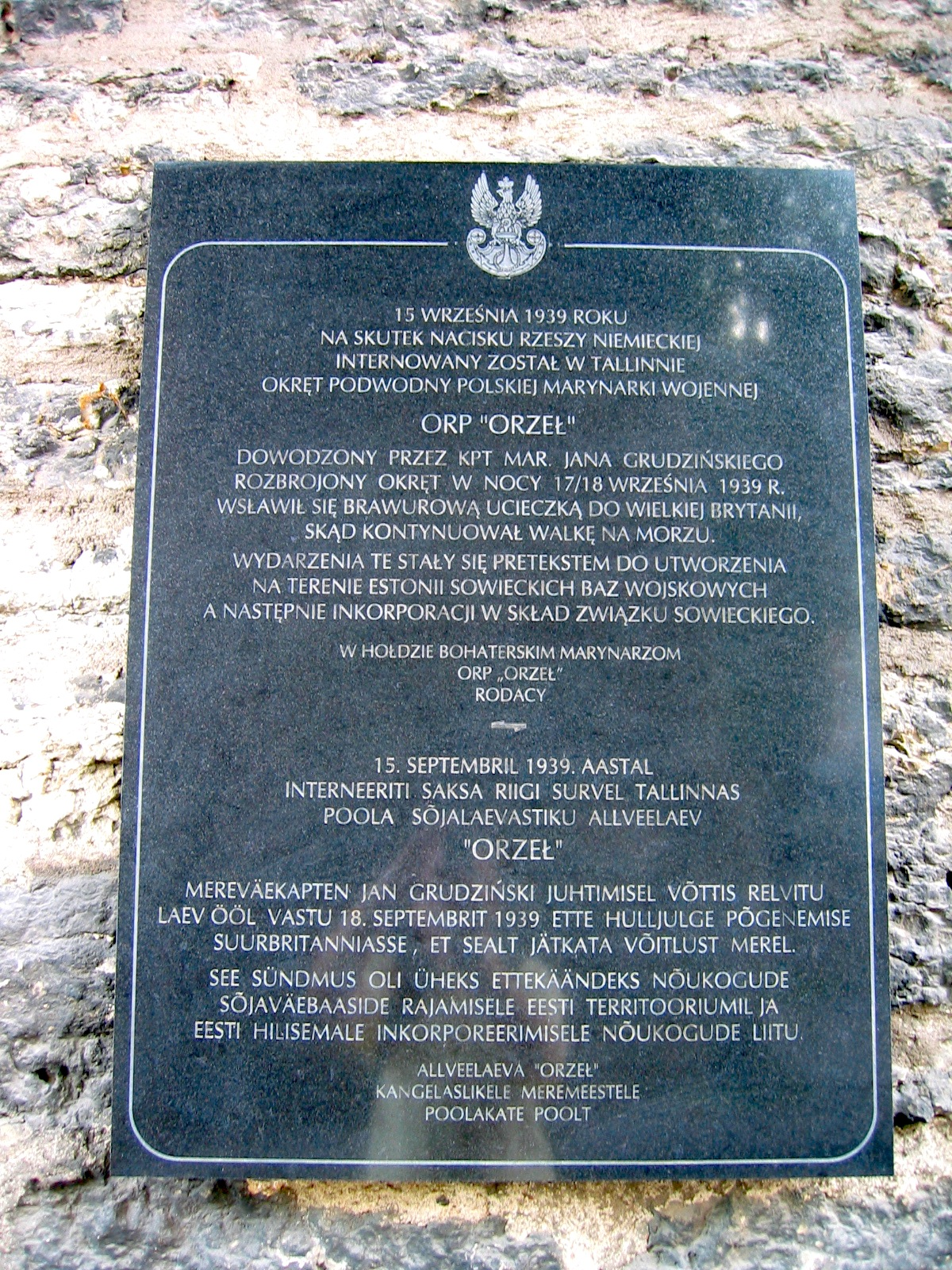
Lapide dedicata all'ORP Orzeł a Tallinn, in Estonia

### In Gran Bretagna
L'ORP Orzeł fu soggetto a riparazioni e successivamente messo in servizio al fianco della Royal Navy nella seconda flottiglia sottomarina a metà gennaio 1940 col compito di pattugliare il Mare del Nord.

### In Estonia
A seguito dell'evento, l'agenzia telegrafica dell'Unione Sovietica rimproverò l'Estonia di aver deliberatamente permesso la fuga dell'Orzeł e di aver celato la presenza di altri sottomarini polacchi nei porti di tutti gli stati baltici.
L'Unione Sovietica, che invase la Polonia il 17 settembre 1939, accusò l'Estonia di aver cospirato con i marinai polacchi e di "averli aiutati a fuggire", venendo meno alla sua dichiarata neutralità. I sovietici richiesero di poter installare basi militari sul suolo estone, minacciando la guerra se l'Estonia non avesse aderito. Tramite tale espediente, Mosca finse di avere un interesse di natura non politica, ma diplomatica: il patto Molotov-Ribbentrop aveva difatti già assegnato i paesi baltici nella sfera di influenza sovietica. L'incidente di Orzeł fu dunque strumentalizzato per sottoscrivere il patto di difesa e mutua assistenza del 28 settembre 1939: grazie ad esso, Mosca poté schierare le sue truppe sul suolo estone.
L'Orzeł non affondò alcuna nave nemica durante il suo viaggio dall'Estonia alla Gran Bretagna. Tuttavia, le autorità sovietiche lo accusarono di aver distrutto la petroliera sovietica Metallist nel golfo della Narva il 26 settembre (in quel momento il sottomarino era a Gotland). A meno di un anno di distanza, l'Estonia, la Lettonia la Lituania sarebbero andate incontro all'occupazione sovietica.